# Anarki, stat och utopi
Anarki, stat och utopi är ett verk i politisk teori skrivet av Robert Nozick 1974. Denna minarkistiska bok har vunnit ett flertal priser, blivit översatt till elva språk och utnämndes 1995 till "en av de hundra mest inflytelserika böckerna sedan kriget" av Times Literary Supplement.
Nozick går i polemik mot John Rawls och dennes bok En teori om rättvisa genom att försvara den minimala staten. En stat som är "begränsad till de några funktionerna såsom skydd mot våld, stöld, bedrägeri, uppehålla avtal osv". När en stat åtar sig mer uppgifter än dessa kommer, enligt Nozick, rättigheter att kränkas. För att stödja idén om den minimala staten presenterar Nozick ett argument som visar hur den minimala staten naturligt växer fram från anarki och hur en utvidgning av staten förbi denna nivå är orättfärdig. 

## Teori
Nozicks "äganderättsteori", inspirerad av John Locke och Friedrich Hayek, som ser människor som mål i sig själva och som rättfärdigar omfördelningar av resurser enbart då den är frivillig är en central del i Anarki, stat och utopi.
Boken innehåller även ett starkt försvar för idén om den minimala staten mot mer extrema perspektiv, såsom anarkokapitalism (där det inte finns någon stat och individer skriver kontrakt med privata företag om alla tjänster). Nozick hävdar att anarkokapitalistiska samhällen förr eller senare skulle utvecklas till minimala stater även utan att bryta mot någon av sina egna principer om icke-aggression genom det oundvikliga utvecklandet av ett enskilt lokalt dominerande privatsäkerhetsföretag och domstol, som det är av allas intresse att samarbeta med eftersom de andra företagen aldrig skulle kunna tävla med de fördelar som uppstår för det företag som majoriteten samarbetar med. Därför ansåg  han att även om anarkokapitalismen skulle ha rätt i sin utgångspunkt skulle det sluta i ett enskilt privat säkerhetsföretag som de facto är en stat. Således kan anarki enbart existera under en begränsad tidsperiod innan en minimal stat uppstår. 

### Filosofins arbetsmetoder
Förordet till Anarki, Stat och Utopi (ASU) innehåller ett stycke om "det vanliga sättet att presentera filosofiskt arbete", som om det skulle vara en presentation av ett slutgiltigt arbete. Nozick tror att filosofer är mer medvetna än det om sina verks svagheter. Trots det finns det en norm där en del av arbetet består av att "trycka och klämma in saker för att passa i någon typ av specifik form." Hålen täcks över eller också slängs orsaken till hålen så långt bort att ingen ska upptäcka det. Sedan hittar du snabbt en vinkel varifrån alla verkar funka perfekt och du tar ett snabbt kort innan andra saker hinner störa ut den fina bilden. Efter ett besök i mörkrumet för finjusteringar, "är allt som återstår att publicera bilden och hävda att den visar exakt hur saker och ting står till och notera hur ingenting passar i en annan form. Så hur skiljer sig Nozicks arbete från denna form av arbetssätt? Han trodde att det han sade var korrekt, men han försökte inte täcka över hålen.

### Varför låta en teori utgå ifrån naturtillståndet?
Han pekar på den kanske största hålet av de alla när han märker (i Kapitel 1, "Varför konstruera en teori som utgår ifrån naturtillståndet?") det grumliga i hans "osynliga handen" förklaring av den minimala staten, som härledd från ett Lockeanskt naturtillstånd, där det finns individuella rättigheter men ingen stat som kan garantera dem. Även om det räknas enligt honom som en "grundläggande förklaring" av den politiska ordningen eftersom det politistiska är förklarat i termer av det apolitiska är det grumligt i jämförelse med hans tidigare "genealogiska" ambitioner (som finns representerade i "The nature of rationality" och särskilt i "Invariances") som går ut på att både förklara det politiska och det moraliska genom att hänvisa till fördelaktigt samarbete som kan spåras tillbaka till våra jägar-samlare förfäder och vidare. Denna baklängesdeduktion kommer att ge Nozick en förklaring av vad som bara antas i ASU: att individer har rättigheter. Kreativitet var inte en del i hans tolkning.

### Naturtillståndet
Ett rationellt svar på de problem som uppstår i ett Lockeanst naturtillstånd är uppkomsten av grupper av individer i säkerhetsorganisationer, där alla är beredda att hjälpa varandra. Det är osmidigt att alla alltid skulle vara redo och att medlemmarna alltid skulle kunna kallas ut till medlemmar som skulle vara "överdrivet arg eller paranoid". Situationens logik leder till det faktum att entreprenörer kommer att starta en affärsrörelse som säljer säkerhetstjänster och att en dominant säkerhetsorganisation kommer uppstå i ett visst geografiskt område. Detta är någonting som "stark liknar den minimala staten". Nozick hävdar att Locke hade fel då han föreställde sig ett kontrakt som nödvändigt för att etablera ett civilsamhället. Han föredrar den "osynliga handen" förklaringen och visar hur den skulle leda till att organisationen hindrar individer från att hävda sina egna rättigheter och hur den skulle skydda alla individer i sitt eget område.

### Moralbegränsningar och staten
Nozick når den klassiska liberalismens teori om nattväktarstaten genom att visa att det finns icke-omfördelande bakomliggande anledningar för den till synes omfördelande processen då kunder betalar för beskydd av andra. Företrädare av idén om den ultraminimala staten, som inte skulle kunna stödja denna tanke, hävdar att organisationers medlemmars rättigheter är en komplementär begränsning för vad som kan göras mot den. Så ingen rättighetsutilitarism skulle kunna rättfärdiga denna procedur där icke-medlemmar skyddas eftersom det skulle minimera rättighetskränkningar i det långa loppet. Denna syn på komplementära begränsningar, vilken reflekterar den underliggande kantianska principen att individer är mål och inte bara medel, kräver ett annorlunda rättfärdigande av denna procedur. För detta se nedan. 
Nozick stödjer den komplementära begränsningshållningen mot den klassiska utilitarismens idé om att endast uppleva erfarenheter spelar roll genom att introducera det berömda tankeexperimentet erfarenhetsmaskinen. Det framkallar en illusion av det man vill uppleva, men den förhindrar personen att göra något eller att interagera med det. Det finns bara för programmed hjärnstimulans som skapar illusionen. Nozick hävdar intuitivt att varenda en av oss har en anledning att inte vilja koppla in oss i erfarenhetsmaskinen för evigt. Detta är inte att hävda att "koppla in" inte skulle vara det bästa för någon som är dödligt sjuk eller lider av stor smärta. Poängen med tankeexperimentet är att hitta en rimlig anledning till att någon inte skulle vilja använda maskinen, en anledning som inte skulle finnas där om allt som betydde var upplevd erfarenhet.

### Förbud, skadestånd, och risk
Proceduren som ledder till nattväktarstaten består av skadestånd till de icke-medlemmar som hindras från att utnyttja sina rättigheter, en säkerhetsmekanism som jämfört med deras egen verkar riskabel. Skadeståndet är tänkt att kompensera för all skada de åsamkas när de ej får använda den säkerhetsorganisation de vill. Genom att anta att icke-medlemmar vidtar nödvändiga åtgärder och förändrar sina vanor i enlighet med organisationens inskränkning av deras möjligheter att utnyttja sina egna rättigheter, krävs det att organisationer höjer icke-medlemmar över deras egentliga position till en höjd proportionerligt mot skillnaden mellan hans position på en indifferenskurva som han skulle haft om det ej var för förbud och hans ursprungliga position. 
Organisationen kompenserar icke-medlemmen för hur mycket skada organisationen har åsamkat en annars hederlig agerande icke-medlem. Enbart de som skadas ska kompenseras och de ska kompenseras enbart för skadorna. (Nozicks syn på detta skadestånd leder till en viktig diskussion om straff. Han försvarar ett omfördelande perspektiv där det förtjänade straffet är r * H. H är mängden skada och r är vilket ansvar man hade i att H orsakades. Självförsvar kräver en regel om proportionalitet som nödvändiggör en grad av ansvarstagande, i en funktion f av H där f (H) > H. Försvararen kan vända sig emot det förtjänade straffet r * H enligt formeln f (H) + r * H. Utgifterna A som följer av självförsvaret subtraheras sedan från det förtjänade straffen enligt formeln r * H - A.)

### Staten
Icke-medlemmar skulle kunna samarbeta och komma överens om ett system med ett privat försvar av rättigheter, för att kunna reducera den totala mängden fara till en nivå under den tröskeln där organisationen skulle kunna rättfärdiga ett förbud. Detta försök kommer dock misslyckas eftersom ett fripassagerar-problem uppstår. I en känd diskussion avfärdar Nozick H.L.A. Harts "rättviseprincip" som ska kunna hantera fripassagerare genom att moraliskt binda upp dem till samarbeten som de drar nytta av. Du kan inte ta betalt för nyttan som erkommit någon utan tidigare överenskommelser. 
"Som den mest kraftfulla garanten för principer vilken den tillåter alla rätten att utnyttja sig av" sammanfattar Nozick, kommer den dominerande säkerhetsorganisationen att "få sin vilja igenom, vilken den från insidan tycker är korrekt". Styrkan gör den till den enda polis och domare över sina kunder. "Genom att hävda den universella rättigheten att agera korrekt" kommer den att agera enligt sina värderingar, vilka råkar vara de enda värderingar ur vilka man kan hämta styrkan till att agera.

### Ytterligare tankar om argument för staten
En diskussion om attacker i avskräckande syfte leder Nozick till att formulera en princip som förbjuder förebyggande attacker som inte är fel i sig själva, även om dessa handlingar skulle kunna oönskade händelser i framtiden. Detta ger honom en tydlig skiljelinje mellan en säkerhetsorganisations förbud mot saker som den anser vara osäkra eller orättvisa, och andra förbud som vore att gå för långt, såsom att förbjuda andra från att ansluta sig till andra säkerhetsorganisationer. Nozicks princip hindrar de inte från att göra så.

### Differensprincipen
Nozick angriper John Rawls Differensprincip då de mer bemedlade skulle kunna hota med att samarbeta mindre med de fattiga, på samma sätt som Rawls antyder att de fattiga skulle bli hjälpta av de rika för samarbetets skull. Nozick frågar varför de rika skulle vara tvungna, på grund av ojämlikhet och för samarbetets skull, att hjälpa de som har det sämre ställt och inte bara låta de acceptera ojämlikheten. Utöver det riktas även kritik mot Rawls idé om godtyckligt moraliskt ursprungligt ägande; Nozick hävdar att de goda möjligheterna som de välbeställda har inte kränker någon annans rättigheter och därför har en rätt till de, utöver det så är Rawls eget påstående om att ojämlikheter ska viktas för att hjälpa de sämst ställda i sig själv ett godtyckligt moraliskt påstående.

### Den ursprungliga hållningen
Nozicks åsikter om "historiskt ägande" visar att han avfärdar den Ursprungliga hållningen då han menar att i den hållningen kommer individer att använda sig en slutgiltig händelse princip för att avgöra resultat, samtidigt som han explicit betonar vikten av historia i alla sådana beslut (till exempel kommer straff att kräva historisk information).

### Jämlikhet, avund, exploatering och liknande
Nozick trycker på "den huvudsakliga kritiken" av teorier som hävdar och värnar positiva rättigheter till sådana saker såsom jämlika möjligheter, levnad och så vidare. "Dessa rättigheter kräver en viss struktur av olika resurser och handlingar" skriver han, "och 'andra' kan redan ha rätten och anspråk på dessa."
Nozick drar slutsatsen att "Marxistisk exploatering är en exploatering av folks dåliga förståelse av ekonomi."

### Demoktesis
Demoktesis är att tankeexperiment med syfte att visa att demokrati och libertarianism ej går att kombinera och särskilt inte med äganderättsteorin specifikt.

## Av var och en som de väljer...
Av var och en som de väljer, åt var och en som andra väljer dem (From each as they choose, to each as they are chosen) är en devis lanserad i boken som ett svar på den välkända marxistiska devisen av var och en efter förmåga, åt var och en efter behov. Nozick formulerar sitt slagord som en motsvarighet med betoning på en fri och oreglerad (kapitalistisk eller mutualistisk) marknad där alla former av föreningar, samarbete och handel sköts frivilligt genom ömsesidigt samtycke, en tes som medvetet anspelar på den regerande principen vad gäller ackumulering av kärlek och sexualitet i den "fria världen" efter den sexuella revolutionen. Från att historiskt ha dominerats av tvångsbaserade överenskommelser, som skrån, statliga bolag och regleringar bör den ekonomiska ordningen på ett motsvarande sätt omvandlas i riktning mot ett samhälle där varje producents integritet är total och inte kan utnyttjas för en annans godtycke utan istället måste "köpas" genom ömsesidigt utbyte.

## Kritik

### Rothbard
Libertarianen och anarkokapitalisten Murray Rothbard kritiserade Anarki, stat och utopi i sin text "Robert Nozick and the Immaculate Conception of the State"  eftersom:
1. Ingen existerande stat har uppstått på det rena sätt Nozick föreställer sig;
2. Ur Nozicks idé är den enda minimala stat som kan rättfärdigas den som skulle komma efter att en frimarknads anarkistisk värld hade existerat;
3. Därför borde Nozick, om han ska följa sina egna idéer, bli en anarkist och vänta på att den Nozickianska osynliga handen ska låta tiden ha sin gilla gång; och
4. Även om någon hade grundats ur detta obefläckande sätt skulle felsluten bakom teorin om sociala kontrakt innebär att ingen stat, inte ens en minimal sådan, skulle gå att rättfärdiga.
5. Hans ståndpunkt att "friheten upphäver mönster" är inkosenkvent i förhållande till hans egen syn på frihet. Nozick håller en Lockeansk syn på frihet där frihet enbart innebär "rätten att göra det som du har rätt att göra". Således inskränker en restriktion på friheten enbart om den inskränker rättigheter. För att utvärdera om ett visst mönster i handlingar kränker friheten måste vi veta om mönstret innehåller rätten att transportera varor på det sätt som ägaren vill. Men det finns ingen anledning att anta att alla mönster skulle bestå av denna rättighet. Att gå i ett visst spår behöver alltså inte alls inskränka på friheten.

### Walzer
Anarki, stat och utopi var resultatet av en kursen Kapitalism och Socialism som Nozick höll under en termin 1971 tillsammans med Michael Walzer på Harvard Kursen var en diskussion mellan de två, där Nozicks sida finns representerad i hans Anarki, stat och utopi och Walzers finns i hans Spheres of Justice, där Walzer argumenterar för "komplex jämlikhet".

### Rawls
Även om Anarchy State and Utopia skapades som ett svar på Rawls En teori om rättvisa gav Rawls aldrig någon heltäckande replik. I senare arbeten gav han vissa enskilda observationer och kritiska kommentarer på ett respektfullt sätt om Nozicks teorier och om högerlibertarianism i allmänhet. 
I Justice as Fairness skriver Rawls om NBA draften för att illustrera hur ett system med periodisk eller generationsinriktad omfördelning skulle kunna vara rimligt och rättvist, en möjlig referens till Nozicks användning av Wilt Chamberlain som exempel i Anarki, stat och utopi.

### Leff
Den amerikanske juridikprofessorn Arthur Allen Leff kritiserade Nozick i sin artikel Unspeakable Ethics, Unnatural Law 1979. Leff hävdade att Nozick hade byggt hela sin bok på det vågade antagandet att "individer har rättigheter som inte får kränkas av andra", vilket ej motiveras. Enligt Leff är det omöjligt att motivera antagandet. Varje etisk ståndpunkt, inklusive ett avfärdande av Nozicks position, skulle enkelt kunna bevisas med en tillräcklig elegans så länge som någon tar sig friheten att formulera ett antagande som saknar grund. Leff kallar även Nozicks påstående om att skillnader mellan individer ej kommer att bli ett problem om likasinnade formar geografiskt isolerade samhällen som "ej särskilt övertygande."